# Stéphane Ganeff
Stéphane Ganeff (ur. 18 stycznia 1959 w Hadze) – belgijski szermierz.

## Życiorys
Zdobywca srebrnego medalu w szpadzie na Mistrzostwach Europy w Szermierce w 1981. Uczestniczył w letnich igrzyskach olimpijskich w 1980 i 1984 jako reprezentant Belgii, oraz w 1988 jako reprezentant Holandii.